# Alfbach (Prüm)
Der Alfbach ist ein 22,3 km langer, rechter Nebenfluss der Prüm in der Westeifel, der im rheinland-pfälzischen Eifelkreis Bitburg-Prüm verläuft.

## Name
Der Name wird 816 erstmals erwähnt (per albam). Er leitet sich vom keltischen Flussnamen *Albā Weißwasser ab.

## Geographie

### Verlauf
Der Alfbach entspringt in der Schneifel auf einer Höhe von 631 m ü. NHN. Die Quelle liegt am Nordhang des Schwarzen Manns (697,8 m ü. NHN) etwa drei Kilometer nordöstlich von Halenfeld auf dem Gebiet der Ortsgemeinde Buchet.
Der Bach fließt zunächst in südwestlicher Richtung auf Halenfeld zu, dort nimmt er seinen Hauptzufluss auf, den Donsbach, schwenkt dann nach Süden bis Buchet, um dann seinen Lauf nach Südwesten durch Bleialf fortzusetzen. Bei Großlangenfeld ändert er erneut seine Richtung gen Süden und unterquert in Höhe der Habscheider Mühle die A 60. Vorwiegend weiter nach Südosten abfließend, mündet der Alfbach westlich von Pronsfeld auf 365 m ü. NHN in die dort von Norden kommende Prüm.

### Einzugsgebiet
Der Alfbach entwässert ein 55,693 km² großes Einzugsgebiet über Prüm, Sauer, Mosel und Rhein zur Nordsee.

### Zuflüsse
| Name                           | Lage   | Länge in km | EZG in km² | Mündungshöhe in m ü. NHN | Mündung Koordinaten         | GKZ        |
| ------------------------------ | ------ | ----------- | ---------- | ------------------------ | --------------------------- | ---------- |
| Alfquelle                      | rechts | 1,123       | 0,652      | 561                      | ⊙                           | 26284-12   |
| Große Quelle                   | links0 | 0,895       | 0,242      | 536                      | ⊙                           | 26284-132  |
| Alfbachgraben                  | links0 | 1,120       | 0,353      | 532                      | ⊙                           | 26284-14   |
| Lange Alfquelle                | links0 | 1,662       | 0,644      | 514                      | ⊙                           | 26284-16   |
| Mombach                        | rechts | 1,422       | 1,448      | 508                      | nordöstlich von Halenfeld ⊙ | 26284-18   |
| Donsbach                       | rechts | 4,177       | 6,068      | 489                      | in Halenfeld ⊙              | 26284-2    |
| Steinbach                      | links0 | 1,280       | 2,202      | 476                      | bei Niederlascheid ⊙        | 26284-32   |
| Dürenbach                      | rechts | 2,967       | 3,915      | 452                      | in Bleialf ⊙                | 26284-4    |
| Sonnenbach                     | rechts | 0,674       | 0,742      | 441                      | südlich von Bleialf ⊙       | 26284-52   |
| Üchenbach                      | links0 | 3,607       | 4,215      | 439                      | südlich von Bleialf ⊙       | 26284-6    |
| Waleschbach                    | rechts | 0,663       | 0,625      | 434                      | südwestlich von Bleialf ⊙   | 26284-712  |
| Lautersbach, auch Laubertsbach | rechts | 0,387       | 0,323      | 432                      | ⊙                           | 26284-714  |
| Katzenbach                     | rechts | 1,195       | 1,468      | 425                      | bei Großlangenfeld ⊙        | 26284-716  |
| Eisbach                        | links0 | 1,975       | 1,484      | 421                      | westlich von Brandscheid ⊙  | 26284-72   |
| Eisbach                        | rechts | 1,362       | 0,971      | 418                      | westlich von Brandscheid ⊙  | 26284-7312 |
| Tunenbach                      | rechts | 1,869       | 1,236      | 407                      | nordöstlich von Habscheid ⊙ | 26284-7314 |
| Hollbach                       | rechts | 2,776       | 2,907      | 404                      | nordöstlich von Habscheid ⊙ | 26284-74   |
| Paulsgraben                    | rechts | 0,618       | 0,442      | 403                      | östlich von Habscheid ⊙     | 26284-7992 |
| Waldgraben                     | rechts | 0,591       | 0,290      | 394                      | östlich von Habscheid ⊙     | 26284-7994 |
| Vierenbach                     | links0 | 2,601       | 3,469      | 390                      | östlich von Habscheid ⊙     | 26284-8    |
| Schinnbach                     | links0 | 2,393       | 1,631      | 387                      | östlich von Habscheid ⊙     | 26284-92   |
| Schwarzbach                    | links0 | 1,538       | 1,008      | 387                      | südöstlich von Habscheid ⊙  | 26284-94   |
| Bosborn                        | rechts | 0,985       | 0,690      | 381                      | südöstlich von Habscheid ⊙  | 26284-96   |

Anmerkungen zur Tabelle
1. ↑  Die Gewässerdaten stammen vom GeoExplorer der Wasserwirtschaftsverwaltung Rheinland-Pfalz (Hinweise), die geographischen Daten vom Kartendienst des Landschaftsinformationssystems der Naturschutzverwaltung Rheinland-Pfalz (LANIS-Karte) (Hinweise).
2. ↑  Gewässerkennzahl, in Deutschland die amtliche Fließgewässerkennziffer mit zur besseren Lesbarkeit eingefügtem Trenner hinter dem Präfix, das einheitlich für den allen gemeinsamen Vorfluter Alfbach steht.